# Meromacrus draco
Meromacrus draco är en tvåvingeart som beskrevs av Hull 1942. Meromacrus draco ingår i släktet Meromacrus och familjen blomflugor. Inga underarter finns listade i Catalogue of Life.